# Erik Bohlin (ekonom)
Erik Holger Bohlin, född 25 februari 1961, är en svensk professor i Teknikens ekonomi och organisation.

## Biografi
Bohlin tog 1987 en examen i Business Administration and Economics vid Handelshögskolan i Stockholm. År 1995 disputerade han vid Chalmers i Göteborg med en avhandling om beslutsfattande vid teknologival i utbyggnad av telekommunikationssystem. År 2008 utnämndes han till professor vid Chalmers vid institutionen för Teknikens ekonomi och organisation. År 2023 utnämndes han till professor vid Ivey Business School(en) vid University of Western Ontario(en) i Canada inom området Telecommunication Economics, Policy and Regulation.
Bohlin är sedan 2009 Editor in Chief för den vetenskapliga tidskriften Telecommunications Policy. Han har ingått i styrelsen för ITS (International Telecommunications Society) och var 2008 regeringens expert i frekvensutredningen. Han har haft flera expertuppdrag bland annat vid Deutsche Telecom och EU-parlamentet.
Bohlins publicering har (2024) enligt Google Scholar över 3 600 citeringar och ett h-index på 28.

### Familj
Erik Bohlin är son till ekonomen och professorn Holger Bohlin.